# Sylvia Miles
Sylvia Miles   (Greenwich Village, 9 de setembre de 1924 - Manhattan, 12 de juny de 2019) va ser una actriu americana de cinema, teatre i televisió. Va ser nominada en dues ocasions a l'Oscar a la millor actriu secundària per les seves actuacions a Cowboy de mitjanit (1969) i Adéu, nena (1975), entre d'altres.

## Filmografia seleccionada
- Murder, Inc. (1960)
- Parrish (1961)
- Pie in the Sky (1964)
- Cowboy de mitjanit (1969)
- The Last Movie (1971)
- Who Killed Mary What's 'Er Name? (1971)
- Heat (1972)
- Adéu, nena (1975)
- 92 in the Shade (1975)
- The Great Scout & Cathouse Thursday (1976)
- The Sentinel (1977)
- Zero to Sixty (1978)
- Shalimar (1978)
- The Funhouse (1981)
- Mort sota el sol (1982)
- Critical Condition (1987)
- Sleeping Beauty (1987)
- Wall Street (1987)
- Buscant el meu amor (1988)
- Spike of Bensonhurst (1988)
- La diablessa (1989)
- Denise Calls Up (1995)
- High Times' Potluck (2002)
- Go Go Tales (2007)
- Wall Street: Money Never Sleeps (2010)